# Mikhaïl Vassiliev (hockey sur glace)
Pour les articles homonymes, voir Mikhaïl Vassiliev.
Temple de la renommée russe : 2014
Mikhaïl Aleksandrovitch Vassiliev (en russe : Михаил Александрович Васильев), né le 8 juin 1962 à Elektrogorsk (URSS), est un joueur professionnel russe de hockey sur glace devenu entraîneur.

## Biographie
Mikhaïl Vassiliev débute avec le CSKA Moscou en 1982. Le club de l'armée remporte à sept reprises championnat d'URSS jusqu'en 1978. Il part alors au Torpedo Nijni Novgorod. Il a par la suite joué en Italie et au Danemark. En 2001, il met un terme à sa carrière. Il est ensuite devenu entraîneur.

## Carrière internationale
Il a représenté l'URSS à 71 reprises (20 buts) sur une période de quatre saisons entre 1981 et 1987. Il est champion olympique en 1984. Il a participé à trois éditions des championnats du monde pour un bilan de une médaille d'or, une d'argent et une de bronze.

## Statistiques
Pour les significations des abréviations, voir Statistiques du hockey sur glace.

### En équipe nationale
| Année | Équipe | Compétition |    | PJ | B | A | Pts | Pun                |  | Résultat |
| 1983  | URSS   | CM          |    |    |   |   |     | Médaille d'or      |  |          |
| 1984  | URSS   | JO          |    | 1  | 1 | 2 |     | Médaille d'or      |  |          |
| 1984  | URSS   | CC          |    |    |   |   |     | Médaille de bronze |  |          |
| 1985  | URSS   | CM          | 7  | 3  | 4 | 7 | 2   | Médaille de bronze |  |          |
| 1987  | URSS   | CM          | 10 | 1  | 2 | 3 | 11  | Médaille d'argent  |  |          |